# Cihei
Cihei – wieś w Rumunii, w okręgu Bihor, w gminie Sânmartin. W 2011 roku liczyła 1127 mieszkańców.